# Altopiano dell'Anadyr'
L'altopiano dell'Anadyr' (in russo Анадырское плоскогорье?, Anadyrskoe ploskogor'e) è una vasta zona di basse montagne dell'estremo nordest russo, situato nel Circondario autonomo della Čukotka a cavallo del Circolo polare artico che fa parte degli altopiani della Siberia Orientale. Ha una lunghezza di circa 400 km, una larghezza di circa 130 e culmina a 1221 metri di quota nella sua sezione sudorientale.
Si salda ad ovest con la catena dei Monti dell'Anjuj, ad est con i monti Pekul'nej. Si trova tra le pianure del Čaun a nord, il Bassopiano dell'Anadyr' a sud-est, i Monti della Kolyma a sud-ovest e il Bassopiano della Kolyma, dove scorre il fiume Kolyma, a ovest. Hanno le loro sorgenti nell'Altopiano dell'Anadyr', tra gli altri, i fiumi Anadyr' e i suoi affluenti Jurumkuveem e Belaja (tributari del mare di Bering), Bol'šoj Anjuj, Malyj Anjuj e Čaun, tributari del mare della Siberia orientale. Da notare anche il grande lago El'gygytgyn. È composto da basalti, andesite, dacite.
Il clima dell'altopiano è molto duro, con inverni molto lunghi e freddi e brevi estati piuttosto fredde; questa rigidità climatica spiega le caratteristiche della vegetazione, dominata dalla tundra artica, e dell'esiguità del popolamento.